# Di Martino
Di Martino ist ein eigenständiger italienischer Familienname.

## Namensträger
- Antonietta Di Martino (* 1978), italienische Leichtathletin
- Antonio Di Martino (* 1982), italienischer Cantautore, siehe Dimartino (Sänger)
- Giuseppe Di Martino (1921–1994), italienischer Theaterschaffender und Filmregisseur
- Jean-François Di Martino (* 1967), französischer Fechter
- John Di Martino (* 1959), US-amerikanischer Jazzmusiker
- Mario Di Martino (* 1947), italienischer Astronom
- Sophia Di Martino (* 1983), britische Schauspielerin